# État des Présides
1557–1801
Entités précédentes :
- République de Sienne

Entités suivantes :
- Royaume d'Étrurie

L'État des Présides ou, en forme longue, l'État des Présides royaux (en espagnol : Estado de los Reales Presidios ; en italien : Stato dei Reali Presidi), créé par le roi d'Espagne Philippe II, constituait un petit territoire italien d'importance stratégique et militaire pris sur les territoires ayant appartenu à la république de Sienne après l'annexion de celle-ci par le duché de Florence en 1557.
Il devait son nom aux présides — postes fortifiés établis par les Espagnols sur une côte étrangère (du latin preasidium ; en espagnol : presidio, au singulier ; en italien : presidi, au pluriel). Il était également connu sous le nom de Présides de Toscanes (en espagnol : Presidios de Toscana ; en italien : Presidi di Toscana).
Son territoire était à cheval sur les actuelles provinces de Grosseto et de Livourne. Il comprenait le Promontoire de l'Argentario en Toscane ainsi que Orbetello, Porto Ercole et Porto Santo Stefano avec Ansedonia et Talamone, et par la suite Porto Longone (l'actuel Porto Azzurro) sur l'Ile d'Elbe, qui appartenait déjà à la seigneurie puis à la principauté de Piombino. Il appartint par la suite au royaume de Naples jusqu'en 1800. Bien que très délimité, ses dirigeants purent contrôler et agir sur les États et les mers de l'Italie centrale.

## L'histoire de l'État

### Origines
L'État des Présides fut créé par le traité de Londres du 29 mai 1557, entre le roi d'Espagne, Philippe II, et le seigneur de Piombino, Jacques VI Appiano, et confirmé par le traité de Florence du 3 juillet de la même année, entre l'empereur, Charles Quint, et le duc de Florence, Cosme Ier de Médicis.
Il dura jusqu'en 1801 avec quatre périodes historiques distinctes :
- De 1557 à 1707, le gouvernement dépendait des directives politiques et administratives du vice-roi de Naples.
- De 1707 à 1737, période caractérisée par la domination autrichienne : il s'agit de la période qui va de la guerre de Succession d'Espagne à la guerre de Succession de Pologne pendant laquelle, l'État fut gouverné par le vice-roi autrichien de Naples.
- De 1737 à 1800, l'État fut annexé aux deux Siciles par Charles de Bourbon jusqu'à Ferdinand IV.
- De 1800 à 1801, l'État fut sous domination française à la suite de la conquête par Napoléon de l'Italie. L'État fut alors incorporé dans le royaume d'Étrurie. Ce fut l'épisode final de cet État qui ne fut pas recréé par la restauration, son territoire étant alors intégré dans le grand-duché de Toscane.

### Administration

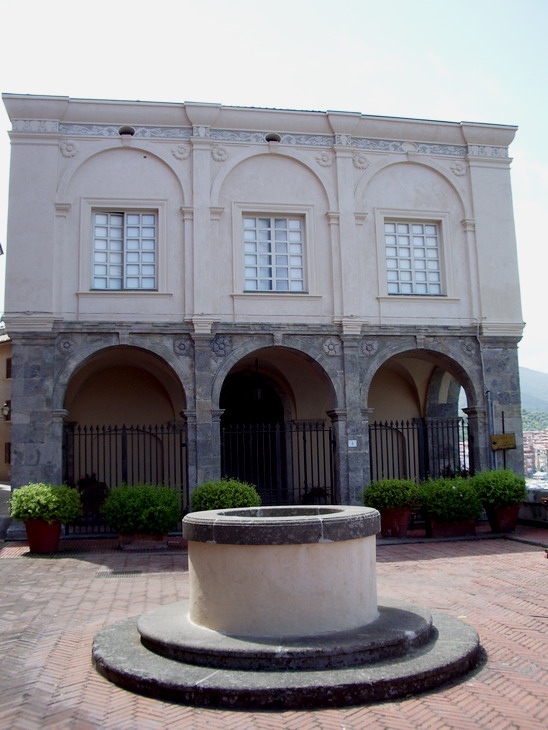
Le palais des Governanti siège des gouverneurs espagnols à Porto Ercole.

Ces périodes historiques ont des points communs, le plus important est que l'État des Présides ne fut jamais un État souverain, il n'eut jamais de dynastie régnante ni de représentations officielles propres. Dans presque tous les cas, il ne fut qu'un appendice du royaume de Naples et ce ne fut qu'un titre que reçurent, à leur tour, les rois d'Espagne, les empereurs d'Autriche et les rois de Naples.
L'État n'eut que des gouverneurs envoyés par les gouvernements centraux. Ce furent essentiellement des militaires de rang moyen dont peu furent brillants, préoccupés uniquement de l'entretien des fortifications.

### Le pouvoir napolitain
La période la plus importante fut la première en raison de sa durée. Au cours de celle-ci, l’État des Predisi remplit pleinement les fonctions politiques et militaires pour lesquelles il avait été créé. C’est aussi cette période qui a laissé la plus nombreuse documentation sur l’aménagement urbain et architectural.
Après la formation de l’État des Présides, le roi d’Espagne, Philippe II ordonna à ses commandants espagnols d’Orbetello, Talamone, Porto Ercole et de Piombino d’obéir à son allié et ami de Cosme Ier de Médicis.
En l’espace de cinquante ans, l’État des Présides disposa d’un système de fortifications de plus en plus puissant complétant les ouvrages médiévaux construits au cours de la domination siennoise. Cosme 1er disposait des plus grands architectes militaires et sut profiter de la situation pour s’approprier  Castiglione della Pescaia et l’île del Giglio au détriment du propriétaire légitime Innico Piccolomini, marquis de Capestrano et duc d’Amalfi, mais ennemi de l’Espagne et de Florence.
Par la suite, les vice-rois de Naples commencèrent à exercer un pouvoir plus large. Le premier qui est digne d’être mentionné est Perafan de Ribera, duc d’Alcalá qui, après une visite en 1569 construisit des casernements à Orbetello, Porto Ercole et Talamone, en les dotant de bonnes garnisons.

Situation géographique.

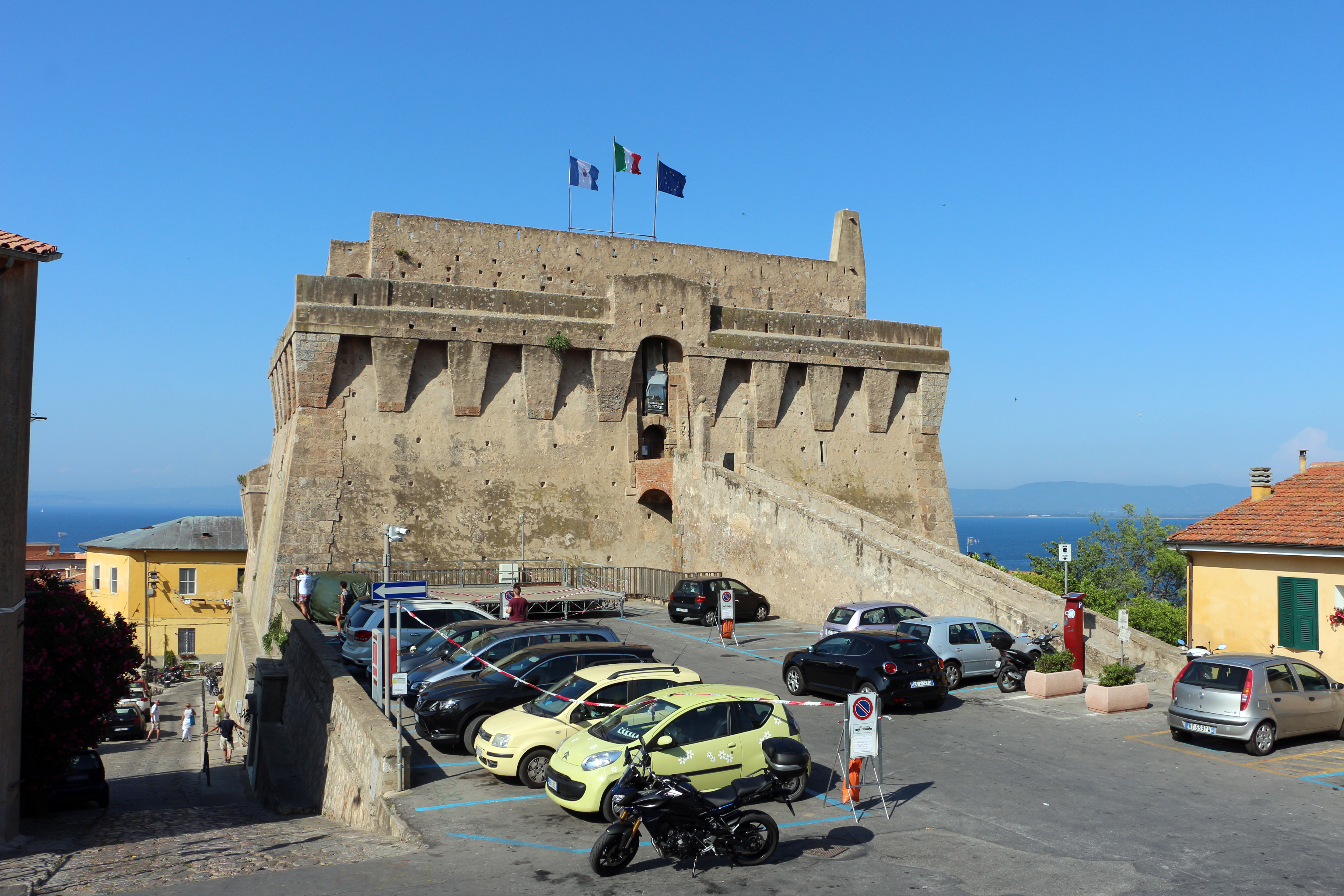
La forteresse espagnole de Porto Santo Stefano.

L'invasion de la Toscane par une compagnie de mercenaire commandée par Alfonso Piccolomini, duc de Montemarciano, donna lieu à soupçonner une connivence avec l’Espagne qui aurait fourni une aide par le biais de l'État des Présides. Parmi les évènements mineurs de cette période, il est à noter, en 1592, que le territoire de Talamone fut envahi par des criquets pèlerins  qui « parfois masquèrent le soleil ».
La période de la vice-royauté du comte d’Olivares, en 1596 fut particulièrement heureuse. Il consentit que les habitants, contrairement aux dispositions gouvernementales, s’armassent afin de se défendre contre les  Turcs et les exilés, nombreux dans la Maremme. En 1597, de grandes fêtes en l’honneur de la visite du cardinal Pietro Aldobrandini, petit-fils de Clément VIII, vinrent réchauffer le climat glacial instauré par les gouverneurs. Le roi d’Espagne  utilisa une clause du traité de Londres, à la suite des changements de relation avec la Toscane, pour construire la forteresse de Porto Longone pour s'opposer à la forteresse toscane de Portoferraio et maintenir une forte hégémonie espagnole sur l’Italie centrale et les États pontificaux.
Sous la vice-royauté de Juan Alonso Pimentel de Herrera, comte de Benavente, le gouverneur Egidio Nunes Orejon restaura et valorisa Porto Santo Stefano. Il fit entourer l’ancienne forteresse  d’une plantation d’agrumes alimentée en eau par une source, fit aménager  deux sources à  l’usage du public (la pilarella et la source de la place) et rendit  possible l’installation de familles de Orbetello, Porto Ercole et Talamone.
Orbetello dut subir un siège des troupes françaises du 9 mai au 20 juillet 1646 ; une bataille navale fut livrée le 14 juin. Ce siège échoua, mais il fut compensé par la prise de Porto Longone par un siège du 27 septembre 1646 au 15 juillet 1650. Cet épisode de la guerre de Trente Ans permit d’exercer des menaces directes de la France de  Mazarin à l’encontre du  royaume de Naples et cela conduisit à bouleverser toute l’organisation de la domination espagnole en Italie. Le vice-roi espagnol, à la suite de cette guerre, imposa de lourdes taxes à Naples, y compris sur les fruits ce qui provoqua une violente insurrection dans la ville dont Tommaso Aniello dit Masaniello fut un protagoniste. La restauration du régime à Naples fut obtenu par le duc d’Arcos accompagné d’une flotte partie de Gaeta sous le commandement de Don Juan d'Autriche.
Le chapitre sur la menace française étant refermé, l’État des Présides connut une  forte prospérité et, par conséquent, un meilleur niveau de vie de la population. Philippe IV fit construire en 1660 le fort de Saline afin de protéger l’isthme de la Giannella et de Tombolo des pirates. Orbetello, la capitale de l’État, fut équipée d’une imprimerie. Des travaux d’agrandissement et d’embellissement  de la cathédrale furent réalisés, comprenant l’ajout de nouveaux autels, de chapelles et de tombeaux pour les notables. De nombreux bâtiments publics furent construits comme le palais du gouverneur à Orbetello et à Porto Ercole.
Cet état de prospérité et de paix dura de 1650 à 1707. Il fut seulement troublé par l’inévitable peste qui, en ces temps, était véhiculée par les marins qui débarquaient dans les ports de l’Argentario et de Talamone. C’est ainsi qu’en 1676, un commissariat de la santé fut créé qui s’appuyait sur deux hôpitaux existants, santa Croce et santa Maria.
En 1667, les guerres de Louis XIV débutèrent et Cosme III de Medicis se trouva  partagé entre l’Empire, l’Espagne et la France qui lui promettaient des  compensations territoriales bien plus grandes que l’État des Présides. Il réclama le titre de roi sur les territoires sardes qui avaient appartenu à la république de Pise. Tout pris fin lorsque les Espagnols arrivés  à Milan, imposèrent une lourde contribution au Grand-duc de Toscane, réduit par la suite à 100 000 écus afin que Cosme ne se rapprochât pas de la France.
Lors de la guerre de Succession d’Espagne (1700 -1713), ce fut la première crise politique que l’État des Présides eut à subir : occupé par les Autrichiens, l’État fut attribué à l'Autriche par la paix d’Utrecht (1713) et de Rastatt (1714). Avec la guerre de Succession de Pologne en 1734, l’État fut restitué au royaume de Naples de Charles de Bourbon et il resta aux mains des Bourbons de Naples jusqu’à la fin du XVIIIe siècle .

### La fin de l'État
L’État des Présides fut officiellement supprimé par le bon vouloir de Ferdinand IV en 1796, qui  décida de l’intégrer dans les domaines du royaume de Naples avec le duché de Sora. Il  resta associé avec Naples jusqu’au traité de Florence (28 mars 1801), en vertu de quoi, l’État fut cédé à la France qui l’intégra dans le royaume d'Étrurie. Ce dernier dura peu puisque par le traité de Fontainebleau (23 octobre 1807) l’État, comme par ailleurs toute la Toscane, fut annexé à la France, avant d’intégrer le grand-duché de Toscane lors du congrès de Vienne (1815).